# Пйотр Мошковський
Пйотр Мошковський гербу Сліповрон (пом. після 1646) — шляхтич, полеміст, аріянин-«міністр», заступник Йоахіма Рупньовського.

## З життєпису
Походив з роду Мошковських — власників села Мошків (пол. Morszków), Дрогицька земля. Може, один з синів Миколая (також Ян, Миколай, Томаш), який згаданий у джерелах 1594 року дідичем села Мошків. Навчався у Ракові (один з вчителів — Й. Крелль), потім за кордоном. 1619 року синод у Ракові призначив його заступником Йоахіма Рупньовського — аріянина-«міністра» в Ляхівцях (тепер Білогір'я) — тодішній власності Павла Христофора Сенюти. 1625 року став тут «міністром».
Люблінський трибунал вироком від 14 липня 1628 року наказав П. Х. Сенюті вигнати аріян з Ляхівців. Виголосив прощальну промову на похороні Якуба Сененського 13 вересня 1639 року в Ракові.
Був одруженим, мав сина Пйотра, може, мав сина Кшиштофа.